# Cispius thorelli
Cispius thorelli là một loài nhện trong họ Pisauridae.
Loài này thuộc chi Cispius. Cispius thorelli được miêu tả năm 1978 bởi Blandin.